# 石破佳子
石破 佳子（いしば よしこ、1956年〈昭和31年〉8月26日 - ）は、日本の内閣総理大臣夫人。第102代・第103代内閣総理大臣である石破茂の妻。父は昭和電工取締役などを務めた中村明。

## 経歴
1956年、昭和電工社員で後に同社取締役となる中村明の次女として生まれる。女子学院中学校・高等学校を経て、慶應義塾大学法学部を卒業後、丸紅に入社。大学のドイツ語クラスで出会った石破茂と1983年に結婚した。以後、茂の政治活動を妻として支えている。
2024年10月1日、夫の茂が第102代内閣総理大臣に就任したことに伴い、内閣総理大臣夫人となった。

## 家族

### 中村家（実家）
- 父：中村明 - 元昭和電工取締役
- 母：博子（1928年（昭和3年）8月3日生） - 女子学院卒業[3]。東京都出身。
- 姉：百合子（1954年（昭和29年）9月8日生） - 日本女子大学卒業[3]。

### 石破家
- 義父：石破二朗（内務官僚、政治家）
- 義母：和子（内務官僚金森太郎の長女、宗教家金森通倫の孫）
- 夫：茂（政治家）
- 子
  - 長女（1987年度生、早稲田大学卒業、東京電力社員[4]）
  - 次女